# 팬택 미라크 A
팬택 스카이 미라크 A(Pantech SKY Mirach A)는 팬택이 2011년 5월 1일에 출시한 스마트폰이다. 스카이 미라크 A는 SK텔레콤과 KT를 통해 출시되었고 모델명은 각각 IM-A740S, IM-A750K이다. 또한, 팬택 스카이의 스마트폰 기종 중 처음으로 안드로이드 2.3을 탑재하였다. 대한민국의 그래픽 디자이너 부창조(1979년 ~ )가 직접 디자인한 아기자기한 사용자 환경이 특징이며 현존하는 3인치 이상의 안드로이드폰들 중에서 99.9g으로 가장 가볍다.

## 운영 체제/소프트웨어
팬택 스카이 미라크 A는 안드로이드 2.3.3으로 출시된 뒤 운영 체제 업그레이드가 전혀 이루어지지 않았다.

## 같이 보기
- 스카이 베가 S
- 스카이 베가 레이서
- 스카이 베가 넘버 5

## 색상
- 블랙 (SK텔레콤)
- 브라운 (KT)
- 화이트

## 참조
1. 1 2  유재준 기자 (2011년 5월 1일). “스카이, 보급형 스마트폰 ‘미라크A’ 출시”. 프라임경제.[깨진 링크(과거 내용 찾기)]
2. ↑  “스카이, 안드로이드2.3 탑재 스마트폰 ‘미라크A’ 본격 판매”. 중앙일보. 2011년 5월 2일. 다음 글자 무시됨: ‘article’ (도움말); 다음 글자 무시됨: ‘default’ (도움말)[깨진 링크(과거 내용 찾기)]
3. ↑  민경락 기자 (2011년 5월 1일). “스카이, 초경량 스마트폰 '미라크A' 출시”. 연합뉴스.